# Ritratto di Girolamo Fracastoro
Il Ritratto di Girolamo Fracastoro è un dipinto a olio su tela (84x73,5 cm) di Tiziano, databile al 1528 circa e conservato nella National Gallery di Londra.

## Storia e descrizione
L'opera, entrata nel museo con il lascito Mond nel 1924.
Girolamo Fracastoro era un medico, astronomo, matematico e letterato veronese, che acquistò notevole fama per aver identificato per la prima volta la malattia della sifilide. L'attribuzione a Tiziano risale al 2012, ed è stata avanzata dopo un restauro che ha riportato in luce la notevole qualità nelle parti meglio conservate: il volto e soprattutto la superba pelliccia di lince.
Sullo sfondo di una parete dove si apre una sorta di porta ad arco e un oculo, il protagonista è ritratto di tre quarti verso destra a mezza figura, mentre si appoggia con noncuranza a un parapetto. Indossa una cappello scuro e porta la barba lunga, come di moda in quegli anni, nonché capelli a caschetto, che ne incorniciano il volto. Lo sguardo sfugge rivolgendosi a sinistra e generando un movimento di rotazione che, dal busto rivolto verso destra, si svolge verso il lato opposto seguendo la direzione del viso e, infine, dello sguardo. I guanti sembrano di velluto o raso. L'abbigliamento, nel complesso, denuncia l'alto grado sociale del protagonista.